# Кузино
Кузино (итал. Cusino) је насеље у Италији у округу Комо, региону Ломбардија.
Према процени из 2011. у насељу је живело 238 становника. Насеље се налази на надморској висини од 802 м.

## Становништво
| 1936. | 1951. | 1961. | 1971. | 1981. | 1991. | 2001. | 2011. |
| ----- | ----- | ----- | ----- | ----- | ----- | ----- | ----- |
| 264   | 300   | 301   | 271   | 274   | 277   | 261   | 238   |